# Thamnodynastes strigatus
Thamnodynastes strigatus е вид змия от семейство Смокообразни (Colubridae). Видът не е застрашен от изчезване.

## Разпространение
Разпространен е в Аржентина (Ентре Риос, Кориентес, Мисионес, Санта Фе и Чако), Бразилия (Еспирито Санто, Минас Жерайс, Парана, Рио Гранди до Сул, Рио де Жанейро, Санта Катарина и Сао Пауло), Парагвай и Уругвай.